# Шидловский, Николай Илиодорович
Никола́й Илиодо́рович Шидло́вский (22 февраля (6 марта) 1859 — 13 марта 1935, Париж, Франция) — русский политик, воронежский губернский предводитель дворянства в 1898—1904 гг., гофмейстер (1916), член Государственной думы 3-го и 4-го созывов от Воронежской губернии. Церковный деятель русского зарубежья.

## Биография
Родился 22 февраля (6 марта) 1859 года. Происходил из потомственных дворян Воронежской губернии, сын Илиодора Ивановича Шидловского (1827—1904), бывшего губернским предводителем дворянства. Имел младшего брата Сергея, который также был членом Государственной думы.
По окончании Александровского лицея в 1878 году, поступил на службу в Государственную канцелярию. В 1880—1881 годах принимал участие в ревизии Тамбовской губернии сенатором Мордвиновым. В 1882 году вышел в отставку и поселился в своем имении при селе Покровском Бирюченского уезда, где занялся сельским хозяйством и устройством имения. В 1888 году был пожалован в звание камер-юнкера. С 1889 года принимал участие в земской жизни губернии, непрерывно избираясь гласным уездного и губернского земских собраний, а также почетным мировым судьей. Был членом уездного училищного совета и уездного по воинским делам присутствия. В 1898 году был избран Воронежским губернским предводителем дворянства, в каковой должности пробыл два трехлетия. В 1899 году получил чин действительного статского советника и пожалован был в звание камергера. С 1904 года состоял членом Совета Главноуправляющего землеустройством и земледелием.
Был землевладельцем Бирюченского и Валуйского уездов (2032 десятины и 735 десятин). На выборах в III Государственную думу состоял выборщиком по Бирюченскому уезду от съезда землевладельцев. 5 сентября 1910 года на дополнительных выборах от общего состава выборщиков губернского избирательного собрания был избран на место скончавшегося А. И. Урсула. Входил во фракцию октябристов. Состоял членом финансовой и земельной комиссий.
В 1912 году переизбран в Государственную думу. Входил во фракцию октябристов, после её раскола — в группу земцев-октябристов. 
Состоял председателем комиссии по местному самоуправлению и членом комиссии по направлению законодательных предположений. Был членом Прогрессивного блока. В 1916 году был пожалован в гофмейстеры.
После Октябрьской революции некоторое время оставался в Советской России и в 1919 году пытался устроиться на службу в Государственный архивный фонд. Затем эмигрировал во Францию. Состоял казначеем епархиального совета Западноевропейской митрополии русских православных приходов, членом церковно-приходского совета Александро-Невского собора в Париже, а также казначеем комитета по сооружению Сергиевского подворья.
Скончался 13 марта 1935 года в Париже. Похоронен на кладбище Сент-Женевьев-де-Буа.

## Награды
- Орден Святого Владимира 3-й степени (1902)
- Орден Святого Станислава 1-й степени (1909)
- Орден Святой Анны 1-й степени (1914)

## Семья
С 18 мая 1886 года был женат на Екатерине Анатольевне Куломзиной (11.09.1866 — 8.10.1935), дочери А. Н. Куломзина. Их дети:
- Екатерина (1887—1976), замужем за Феофилом Феофиловичем Мейендорфом, их сын протопресвитер Иоанн Мейендорф.
- Анатолий (1888—1890-е)
- Сергей (10.12.1897—1961), окончил Пажеский корпус (1917), поручик лейб-гвардии Конной артиллерии. Участник Белого движения в составе ВСЮР и Русской армии. В эмиграции в Марокко, затем во Франции. Автор воспоминаний «Записки белого офицера» (Санкт-Петербург, 2007). Был женат на Надежде Дмитриевне Лёвшиной, тёте Петра Петровича Шереметева.
- Мария (1889—1962);
- Елизавета (18.04.1894—1975), замужем за князем Юрием Львовичем Дондуковым-Изъединовым (1891—1967), сыном князя Л. И. Дондукова-Изъединова.
- Илиодор (1899—1928), участник Белого движения в составе ВСЮР, подпоручик, галлиполиец. В эмиграции в Марокко. Был женат на Ксении Георгиевне Мейендорф.